# Momo (cantor)

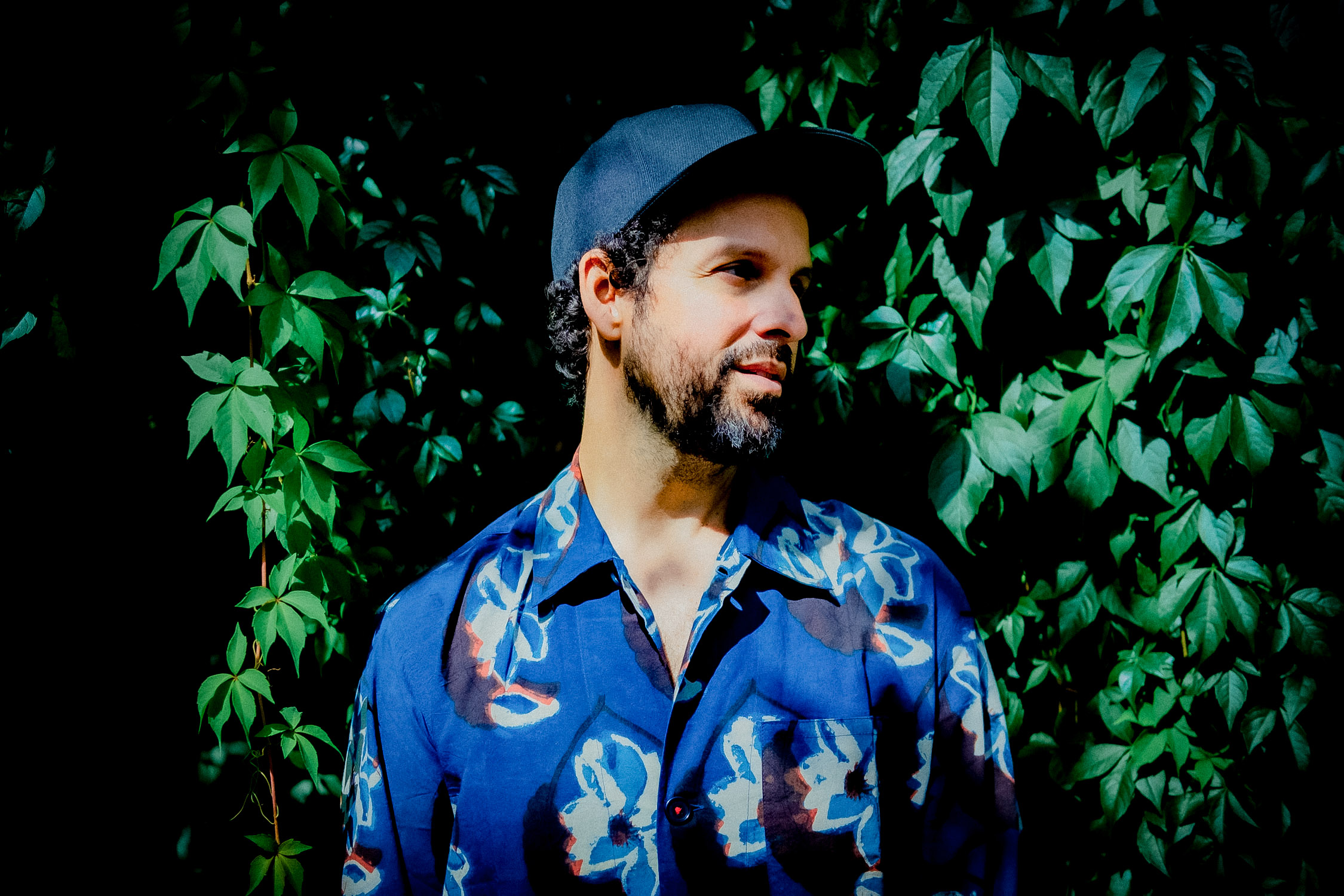
MOMO. by @Chris Almeida

Marcelo Elisio Vianna Frota, conhecido como MOMO. (Belo Horizonte, 17 de fevereiro de 1979), é um cantor, compositor e multi-instrumentista brasileiro. Iniciou a sua carreira em 1998. Fez parte da primeira formação da banda Fino Coletivo, em 2005, mas deixou o grupo no ano de 2008. Em 2007, lançou o primeiro dos seus cinco discos, A Estética do Rabisco, sob a alcunha de Momo. Atualmente, o músico mora em Lisboa. 

## Biografia
Filho de mãe paulistana e pai cearense, Marcelo viveu parte da sua infância em Luanda, Angola. No Brasil, morou em diversos locais, como: Belo Horizonte, Taquaritinga, Fortaleza e Rio de Janeiro. Na capital carioca, Marcelo viveu a maior parte de sua adolescência e vida adulta, foi lá que o artista teve seu primeiro contato com a música. 
Autodidata, Marcelo aprendeu a cantar ainda pré-adolescente e aos 13 anos teve suas primeiras aulas de violão. Morou nos Estados Unidos na adolescência, onde integrou as suas primeiras bandas de rock, além de fazer parte do coro e da banda de jazz da escola. No regresso ao Brasil, participou de bandas e escreveu as suas próprias músicas
Em 2005, depois de produzir um disco na Espanha, passou uma temporada em Barcelona e se apresentou nas ruas da cidade. Ao retornar uma segunda vez para o Brasil, fundou, com o seu amigo Wado, a banda Fino Coletivo, um encontro de músicos alagoanos e cariocas. Deixou a banda após o lançamento do primeiro álbum, Fino Coletivo.

## Carreira
- 2006: Marcelo lançou o seu primeiro disco, A Estética do Rabisco, sob a alcunha musical de Momo. O disco foi bem recebido pela crítica nacional e internacional. Num artigo publicado no jornal norte-americano Chicago Reader,[6] o reconhecido jornalista americano, Peter Margazak (DownBeat), qualificou o disco como a volta da Psicodelia Nordestina feita no Brasil durante os anos 70 por artistas como Geraldo Azevedo, Marconi Notaro, Lula Cortes e Zé Ramalho. O álbum foi eleito pelo Chicago Reader como um dos melhores discos lançados naquele ano.[7]
- 2008: O artista lançou o Buscador[8]. O Jornal O Globo concedeu nota máxima ao álbum, que também figurou como o melhor disco do ano em diversas listas dos blogs e sites de música especializada no Brasil (Miojo Indie[9], Trabalho Sujo[10]). No mesmo ano, Momo foi indicado ao Prémio Caras, concorrendo com nomes como Ney Matogrosso, Gilberto Gil, Marcelo Camelo e Marcos Valle na categoria de melhor cantor.
- 2011: Após uma turnê de dois meses pelos Estados Unidos, Momo apresentou Serenade of a Sailor,[11] o seu primeiro disco com canções em inglês.
  - Recebeu a cotação máxima no Estado de São Paulo[12]. O álbum figura entre os melhores discos daquele ano de acordo com O Globo[13].
  - O artista venceu o Premio Multishow – Prémio Experimente, concorrendo com Criolo e Nevilton.
  - Foi convidado para participar do disco A tribute to Caetano[14] e gravou a canção Alguém Cantando. Além de Marcelo, o disco também teve participações de Beck, Seu Jorge, Jorge Drexler, Marcelo Camelo, Devendra Banhardt, entre outros. A convite de Ronaldo Bastos, Momo participou do álbum Nuvem Cigana - The Clube Da Esquina Years[15] , cantando e rearranjando a música Um Gosto de Sol, escrita por Milton Nascimento e Ronaldo Bastos.
- 2013: Marcelo estreou a sua segunda turnê nos Estados Unidos com o show de lançamento do seu quarto álbum Cadafalso[16], no histórico Old Town School of Folk Music, teatro Maurer Hall, Chicago. Ainda gravou quatro canções no famoso estúdio de gravação Daytrotter, Rock Island, Illinois[17]. O álbum foi elogiado pela lenda do rock Patti Smith na sua página do Facebook[18].
- 2014: Mudou-se para Chicago e iníciou uma nova turnê nos Estados Unidos. Gravou a canção Pablo, de Milton Nascimento e Ronaldo Bastos, no estúdio da Honeytone Records, em Milwakee, Winsconsin.
- 2015: Escolheu como base a cidade de Lisboa como ponto de partida para uma turnê de dez shows. Na cidade, iniciou a gravação de Voá, seu quinto álbum, com produção de Marcelo Camelo.
- 2017: O álbum Voá foi lançado no Brasil e em Portugal. O disco inaugurou a parceira de Momo com o poeta Thiago Camelo em cinco faixas. Voá ganhou destaque na primeira página do O Globo [19].  A crítica, escrita por Silvio Essinger, com o titulo: Momo, um enigma que é um prazer desvendar[20], ganhou a maior cotação. De igual forma, a critica especializada portuguesa deu muito destaque ao musico brasileiro: aparições em rádio, TV, e veículos impressos como Blitz, O Público[21], Diário de Notícias[22]  e Time Out. O disco contou com a participação do conotado fadista português, Camané, na musica Alfama, canção escrita por Momo em homenagem ao bairro que o acolheu à sua chegada.
- 2018: O jornal português O Público, no suplemento Ipsilon, relatou na entrevista com David Byrne: "De Portugal é que não tem tido noticias musicais recentes, mencionando apenas que tem ouvido muito Momo, ou seja o musico brasileiro Marcelo Frota".